# ارین چمبرز
 ارین چمبرز (انگلیسی: Erin Chambers؛ زادهٔ ۲۴ سپتامبر ۱۹۷۹) یک هنرپیشه اهل ایالات متحده آمریکا است. وی از سال ۱۹۹۵ میلادی تاکنون مشغول فعالیت بوده‌است.